# کاظم دارابی

کاظم دارابی (نفر سمت راست) در کنار دو شهروند لبنانی که در پرونده میکونوس مجرم شناخته شدند

کاظم دارابی (زاده کازرون، ایران) یک ایرانی است که به جرم همدستی در ترور سه تن از رهبران کرد در جریان ترور میکونوس در آلمان توسط دادگاه قانون اساسی فدرال آلمان پس از اثبات جرم او به حبس ابد محکوم شد. کاظم دارابی هیچ وقت اتهام دست داشتن در این پرونده را نپذیرفت. بر اساس قوانین آلمان، پرونده محکومان به حبس ابد پس از گذراندن پانزده سال قابل رسیدگی برای برخورداری از تخفیف مجازات و آزادی است و دارابی پس از ۱۵ سال و ۶۴ روز در بامداد ۲۰ آذر ۱۳۸۶ پس از آزادی از زندان از آلمان اخراج و به ایران فرستاده شد. او هنگام ورود مورد استقبال معاون وزارت خارجه قرار گرفت. همسر، و سه فرزند کاظم دارابی در آلمان هستند و او اجازه ملاقات با آن‌ها را ندارد.

## زندگی در آلمان
دارابی در سال ۱۹۷۹ کمی پس از انقلاب ۱۳۵۷ برای تحصیل وارد آلمان غربی شد.

### دوران تحصیل
او در ابتدا در برلین به یادگیری زبان آلمانی می‌پردازد و پس از طی یک دوره کارآموزی ۶ ماهه، دو نیمسال تحصیلی ۱۹۸۱/۱۹۸۲ را در دانشگاه فنی و حرفه‌ای هاگن به منظور کسب شرایط لازم تحصیل، گذراند. او به دلیل شرکت در رویارویی بین طرفداران و مخالفان خمینی در دانشگاه ماینتس (۲۴ آوریل ۱۹۸۲) حکم اخراج خود از آلمان را در ۱ ژوئن ۱۹۸۲ دریافت کرد و متعاقباً ۴ ماه (از ژوئیه تا اکتبر ۱۹۸۲) را در حبسِ اخراج (آلمانی: Abschiebehaft) به سر برد. به گفته خودش، او از کسانی بود که به خوابگاه دانشگاه شهر ماینتس که گروهی از اعضای سازمان مجاهدین خلق ایران در آن ساکن بودند حمله کرد. دادگاه منطقه‌ای ماینتس دارابی را به جرم آسیب بدنی محکوم به ۸ ماه حبس تعلیقی کرد. حکم اخراج او نهایتاً با پادرمیانی سفارت ایران تا زمان پایان تحصیل تعلیق شد.
دارابی در ۱۴ فوریه ۱۹۸۳ برای تحصیل در رشته مهندسی عمران در دانشگاه فنی و حرفه‌ای برلین به این شهر نقل مکان کرد. در سال ۱۹۸۶ پس از درخواست سفارت ایران برای اعطای اجازه اقامت به دارابی (و لغو حکم اخراج تعلیقی او) اداره مربوط با اشاره به شرکت نامنظم دارابی در کلاس‌های درس و همچنین قبول نشدن در امتحانات اعلام کرد او باید از دانشگاه اخراج و به همین دلیل شایسته دریافت اجازه اقامت نیست. او در ۳۰ سپتامبر ۱۹۸۷ از دانشگاه اخراج شد. ولی در سال ۱۹۸۸ موفق به ثبت نام دوباره شد و به همین ترتیب اجازه ماندن او در آلمان تمدید شد.

### تشکیل خانواده
دارابی در اواخر سال ۱۹۸۵ ازدواج کرد و صاحب ۲ دختر و یک پسر شد.

### همکاری با جمهوری اسلامی و وزارت اطلاعات
اداره نگهبانی از قانون اساسی برلین در ارزیابی خود (که در گزارش کمیته حقیقت‌یاب ترور میکونوس نوشته شده) از دارابی به عنوان «مأمور حزب‌الله» که مراوداتی هم با مسئولان جمهوری ایران بالاخص وزارت اطلاعات دارد یاد کرده بود. به گفته پرویز دستمالچی، پژوهشگر و شاهد عینی ترور میکونوس، دارابی عضو سازمان اطلاعات و امنیت سپاه پاسداران مسئول جمع‌آوری اطلاعات مخالفان جمهوری اسلامی برای سرکنسول ایران در برلین بوده است.
وی از گردانندگان مسجد امام جعفر صادق برلین بود. به گفته خودش، او در برپایی مراسم حکومتی در آلمان نقش داشت و رابطه نزدیکی با مسئولان سفارت ایران در برلین داشت. طوری که از مهمانان حکومت جمهوری اسلامی در آلمان پذیرایی می‌کرده است.

### کسب درآمد
دارابی در سال ۱۹۸۸ یک مغازه خواربارفروشی در محله نویکلن برلین را به قیمت ۸۵۰۰۰ مارک (با منشأ نامعلوم) آن زمان خریداری می‌کند. او گرداندن مغازه را به شخص دیگری واگذار کرد؛ زیرا دارابی اجازه کار مستقل در آلمان را نداشت. این اجازه‌نامه سرانجام در سال ۱۹۹۱ به او اعطا شد و وی مشغول به فروش و واردات اجناس مختلف شد.

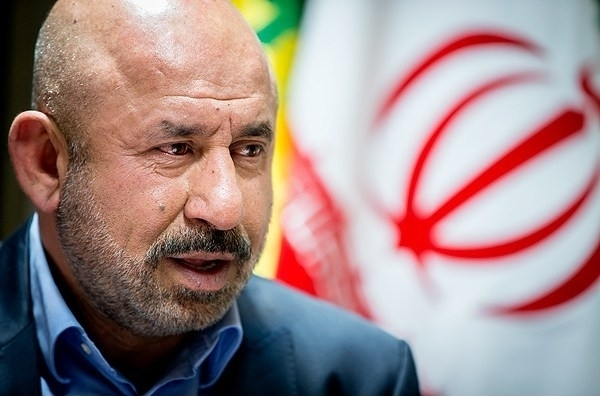
کاظم دارابی

## ترور میکونوس
کاظم دارابی خانه خود را در اختیار تیم ترور میکونوس قرار داده بود و در برنامه‌ریزی و اجرای این عملیات نقش داشت. او ۹ روز پس از حادثه ترور به تهران رفت و یک هفته بعد به آلمان برگشت و در ۸ اکتبر ۱۹۹۲ پلیس آلمان او را بازداشت کرد. کاظم دارابی نقش خود را انکار کرد. اما پلیس و دادگاه نپذیرفتند. پلیس همچنین او را متهم کرد که عضو نهادهای امنیتی ایران و نزدیک به حزب‌الله لبنان است.

## بازگشت به ایران
در دوره زندان کاظم دارابی دولت‌های اکبر هاشمی رفسنجانی و محمد خاتمی برای مبادله و آزادی او تلاش کردند اما به نتیجه نرسیدند. دولت هاشمی رفسنجانی با دولت آلمان توافق کرد که زندانیان میکونوس را آزاد کنند. دولت آلمان سه نفر از چهار محکوم را آزاد کرد اما دارابی را نگه داشت. در سال ۲۰۰۰ سید محمدعلی ابطحی برای گفتگو دربارهٔ آزادی دارابی به آلمان رفت. اما مقامات و دادستانی آلمان به شدت مخالفت کردند.
او پس از ۱۵ سال زندان با استفاده از قانونی در آلمان که اجازه می‌دهد محکومان بعد از این مدت درخواست آزادی بدهند آزاد شد. دولت آلمان بلافاصله او را اخراج کرد و به ایران بازگرداند. علی باقری کنی در فرودگاه به استقبال دارابی رفت.
دولت ایران در قبال آزادی او، دونالد کلاین، شهروند آلمانی بازداشت شده در جنوب ایران را پس از یک سال آزاد کرد.

## حمید نوری
در اردیبهشت ۱۴۰۱ کاظم دارابی خواستار آزادی حمید نوری شد. او گفت هدف از این محاکمه‌ها محاکمه جمهوری اسلامی است.

## خاطرات
کتاب خاطرات او با عنوان، نقاشی قهوه‌خانه تحقیق و تألیف محسن کاظمی است که توسط شرکت انتشارات سوره مهر در ۱۳۹۷ منتشر شد. در سی و هفتمین دورهٔ جایزهٔ کتاب سال جمهوری اسلامی ایران، در بخش تاریخ و جغرافیا به عنوان مستندنگاری، اثر برگزیده سال شناخته و از آن تقدیر شد.